# 卜拉欣·加利
卜拉欣·加利（阿拉伯语：‎；1949年9月16日—）現任阿拉伯撒哈拉民主共和國總統，阿拉伯撒哈拉民主共和國外交家、政治家。曾任萨基亚阿姆拉和里奥德奥罗人民解放阵线駐西班牙代表。在前總統穆罕默德·阿卜杜勒-阿齊茲逝世以後，經過推舉擔任阿拉伯撒哈拉民主共和國總統和萨基亚阿姆拉和里奥德奥罗人民解放阵线總書記。